# Образовательное программное обеспечение
Образовательное программное обеспечение — вид программного обеспечения, главным назначением которого является реализация образовательных целей. Оно включает в себя различные классы программ, например, интернет-сервисы для изучения языка, программное обеспечение для управления классом, справочное программное обеспечение, образовательные игры и среды и т. д. Цель всего этого программного обеспечения — повысить эффективность и действенность какой-то части образования человека.

## История создания

### 1940—1970

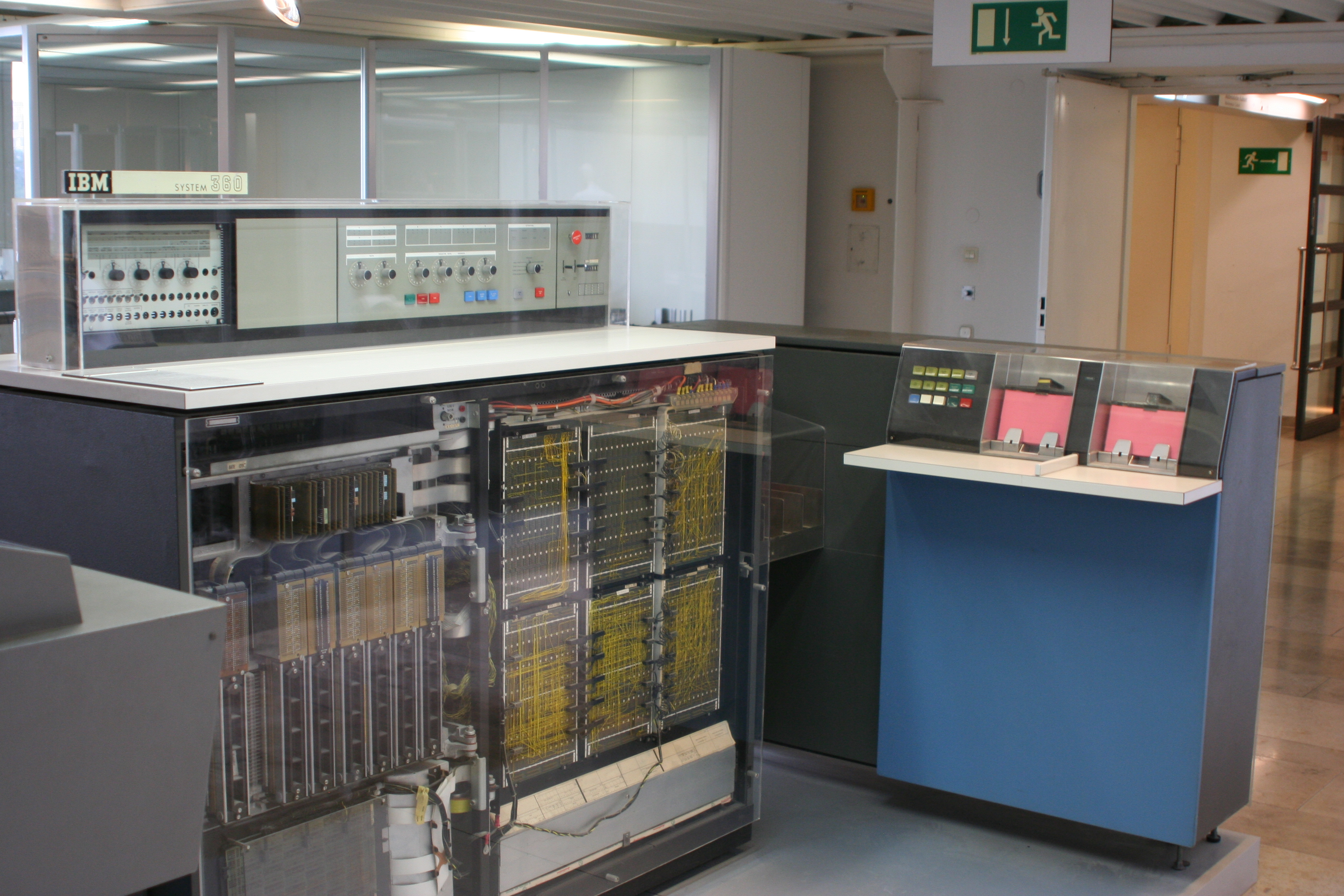
Мейнфрейм IBM System/360

История создания образовательного программного обеспечения (ПО) берёт своё начало с 40-х годов XX века, когда американские разработчики симуляторов полёта использовали аналоговый компьютер для создания эмуляции показаний бортовых систем самолёта. До середины 70-х годов образовательное ПО напрямую было связано с мейнфреймами, на которых оно и выполнялось. В эти годы основоположниками образовательных компьютерных систем были: система PLATO (1960), разработанная в Университете Иллинойса, и система TICCIT (1969). Стоимость этих ранних терминалов превышала 10.000 долларов, и институты не могли себе позволить приобрести их из-за высокой цены. Языки программирования того времени, такие как BASIC и Logo, тоже можно рассматривать как образовательные системы, рассчитанные на студентов и начинающих пользователей компьютеров. Система PLATO IV, созданная в 1972 году, имела ряд функций, которые позднее стали неким стандартом в образовательном ПО для персональных компьютеров: растровые изображения, звуковое сопровождение, неклавиатурные устройства ввода, включая сенсорный экран.

### 1970—1980

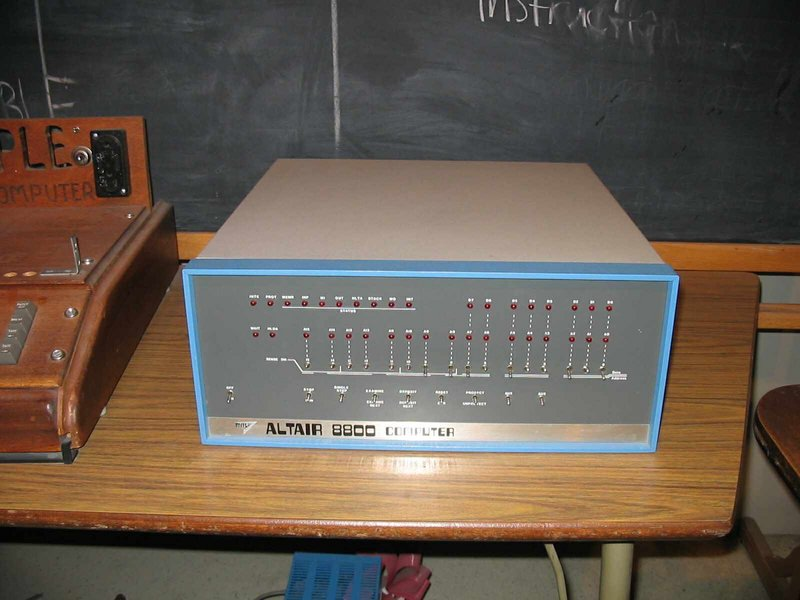
Altair 8800

Создание первых персональных компьютеров, таких как Altair 8800, созданный в 1975 году, оказало огромное влияние на программное обеспечение, и образовательное в частности. Если до 1975 года пользователи могли получить доступ к компьютеру только в вычислительных центрах или университетах, то после появления Altair 8800 компьютеры появились в домах и школах. Рыночная стоимость Altair 8800 в то время не превышала 2000 долларов.
К началу 80-х годов доступность персональных компьютеров, в том числе Commodore PET и Apple II, привела к созданию компаний и некоммерческих структур, специализирующихся на образовательном ПО. Ключевыми компаниями на тот период были Brøderbund и The Learning Company. Из некоммерческих организаций — MECC. Эти и другие компании разработали целый спектр всевозможного образовательного ПО, первоначально написанного для компьютеров Apple II.

## Основные виды образовательного ПО

### Образовательные программы для детей и домашнего использования

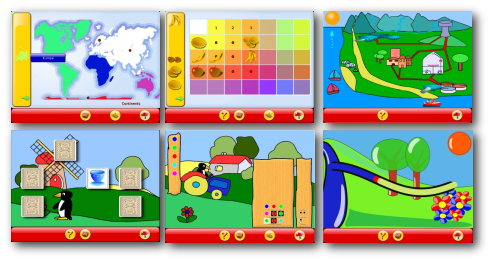

Начиная с середины 90-х годов количество программ разработанных в этом направлении исчисляется тысячами. Обычно такое ПО имеет элементы развлекательности, игры.
Примером таких программ может служить GCompris.

### Школьное программное обеспечение

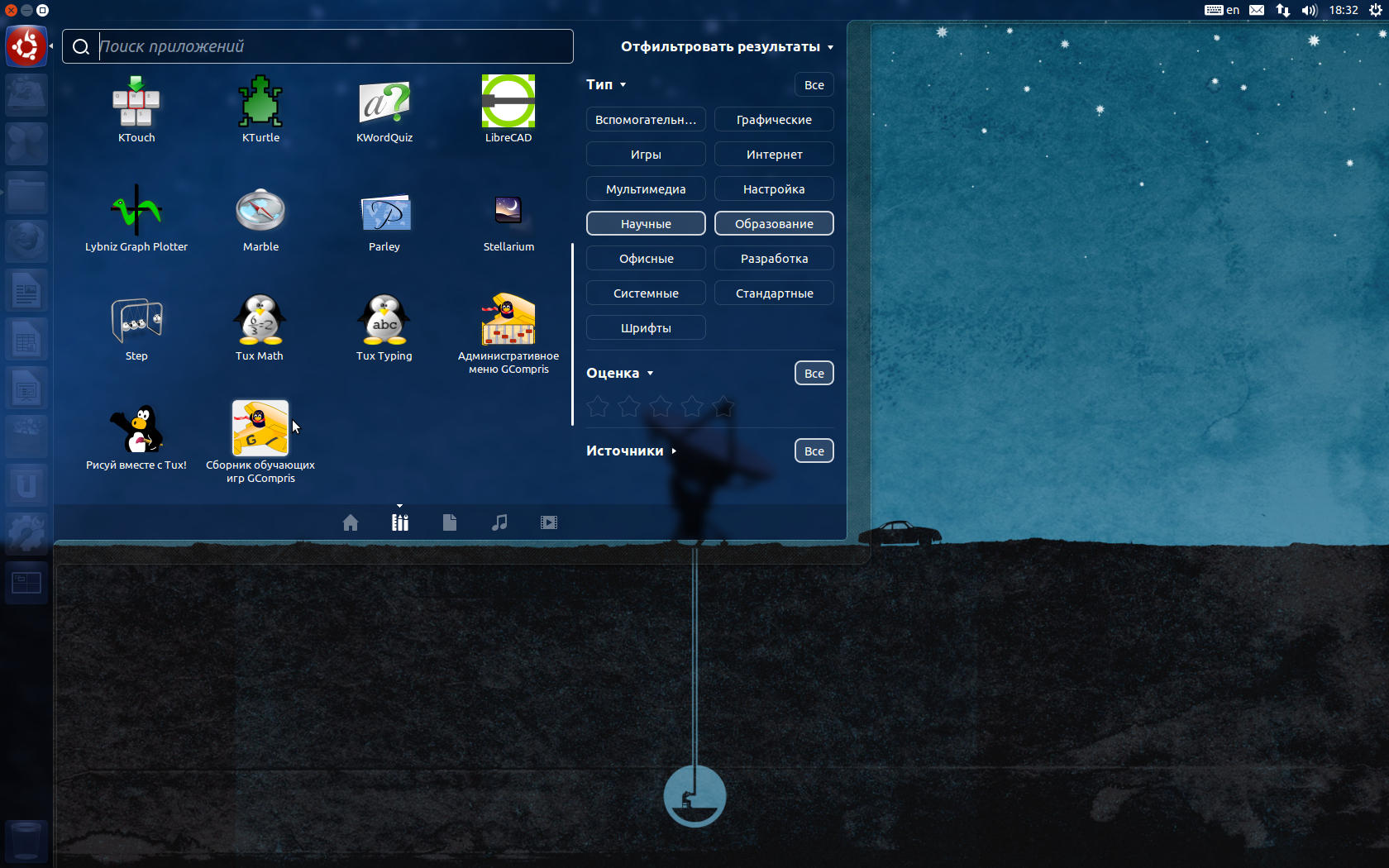
Меню научных и образовательных приложений в Edubuntu 12.04

Этот тип образовательного ПО предназначен для использования в учебных классах. Обычно такое ПО создаётся с учётом удобства его отображения проектором на экране и использования в сети компьютеров.
Примером таких программ может служить Виртуоз Школьник.

### Интерактивные образовательные среды
Этот тип образовательного ПО позволяют ставить виртуальные эксперименты, и на собственном опыте открывать закономерности и проверять гипотезы.
К таким программам можно отнести:
- программы динамической геометрии
- программы для построения и исследования графиков функций
- физические конструкторы
- эмуляторы работы в среде Windows, Word, Photoshop и др. на примере программы TeachPro

### Системы контроля знаний
Проверка полученных знаний является составной частью обучения. Средства проверки знаний имеются в составе большинства обучающих программ. Имеется также ПО, специализированное на проверке знаний. Одним из пакетов такого ПО является серверная система WeBWorK. Система WeBWorK предназначена для доставки через сеть интернет и онлайн проверки домашних заданий по математике и близким к ней дисциплинам. Имеет развитый программируемый интерфейс TeX(MathJax) для отображения задач (формулы, матрицы, программно формируемые графики, аудиоролики, простое видео и интерактивные Flash-аплеты). Принимает разнообразный ввод от обучающихся, как традиционный в виде выбора из списков и установления соответствия между списками, так и разнообразные поля ввода (одиночные и множественные, в том числе и в виде матриц). Допускает ввод вещественных и комплексных чисел, функций, интервалов, отметку точек на графике, и взаимодействия с Flash-аплетами через мышь и клавиатуру.
Система WeBWorK предусматривает программируемую проверку ввода от обучающихся, что позволяет реализовывать сколь угодно сложные и разветвлённые многошаговые алгоритмы проверки.
WeBWorK имеет открытый программный код, поддерживаемый группой независимых разработчиков из нескольких университетов США. Применяется во многих университетах Северной Америки. В России система WeBWorK малоизвестна, хотя имеет встроенные средства интернационализации интерфейса.